# Lijst van grootste agglomeraties
Voor deze lijst van grootste agglomeraties ter wereld is citypopulation.de als maatstaf gebruikt.  Landen en internationale organisaties definiëren agglomeraties en metropolen op verschillende manieren. Verschillende bronnen geven van elkaar afwijkende ranglijsten met forse verschillen in inwoneraantallen.
Weergegeven zijn het betreffende land, het geschatte inwoneraantal per 1 januari 2025 en de steden of districten die deel uitmaken van de agglomeratie. In het geval dat de agglomeratie niet alleen naar de grootste stad wordt genoemd, maar ook een eigen naam heeft, is deze ook weergegeven.
| Rang | Stad                                           | Inwoners   | Voorsteden of districten | Skyline |
| ---- | ---------------------------------------------- | ---------- | --- | ------- |
| 1    | Guangzhou (Kanton) China                       | 72.200.000 | Noordelijke Parelrivierdelta incl. Dongguan, Foshan, Huizhou, Jiangmen, Shenzhen en Zhongshan                                                                               |         |
| 2    | Shanghai China                                 | 41.600.000 | Oostelijke Yangtze Delta incl. Changshu, Changzhou, Kunshan, Suzhou, Taicang en Wuxi                                                                                        |         |
| 3    | Tokio Japan                                    | 41.200.000 | Shuto-ken incl. Chiba, Funabashi, Hachioji, Kawaguchi, Kawasaki, Maebashi, Sagamihara, Saitama, Utsunomiya en Yokohama                                                      |         |
| 4    | Delhi India                                    | 35.700.000 | National Capital Region incl. Faridabad, Ghaziabad, Gurgaon, Loni, New Delhi en Noida                                                                                       |         |
| 5    | Jakarta Indonesië                              | 29.500.000 | Jabodetabek incl. Bekasi (stad), Bekasi (district), Bogor (stad), Bogor (district), Depok, Tangerang (stad) en Tangerang (district)                                         |         |
| 6    | Manilla Filipijnen                             | 27.800.000 | Metro-Manilla incl. Antipolo, Bacoor, Calamba, Caloocan, Dasmariñas, Las Piñas, Makati, Muntinlupa, Parañaque, Pasig, Quezon City, San Jose del Monte, Taguig en Valenzuela |         |
| 7    | Mumbai (Bombay) India                          | 27.600.000 | Mumbai Metropolitan Region incl. Bhiwandi, Kalyan-Dombivli, Mira-Bhayandar, Navi Mumbai, Thane, Ulhasnagar en Vasai-Virar                                                   |         |
| 8    | Mexico-Stad Mexico                             | 25.400.000 | Zona Metropolitana del Valle de México incl. Chimalhuacán, Ciudad López Mateos, Cuautitlán Izcalli, Ecatepec, Nezahualcóyotl, Naucalpan en Tlalnepantla                     |         |
| 9    | Seoel Zuid-Korea                               | 25.200.000 | Gyeonggi (Sudogwon) incl. Ansan, Anyang, Bucheon, Goyang, Hwaseong, Incheon, Namyangju, Pyeongtaek, Seongnam, Siheung, Suwon en Yongin                                      |         |
| 10   | Dhaka Bangladesh                               | 23.100.000 | Groot-Dhaka incl. Gazipur, Narayanganj en Savar |         |
| 11   | Caïro Egypte                                   | 22.800.000 | Groot-Caïro incl. Banha, Gizeh, Helwan, Khusus, New Administrative Capital, Shubra El Khema en Zes Oktober                                                                  |         |
| 12   | São Paulo Brazilië                             | 22.600.000 | Metropolitana de São Paulo incl. Diadema, Guarulhos, Mauá, Mogi das Cruzes, Osasco, Santo André en São Bernardo do Campo                                                    |         |
| 13   | Bangkok Thailand                               | 21.800.000 | Bangkok Metropolitan Region incl. Ayutthaya, Nakhon Pathom, Nonthaburi, Pathum Thani, Samut Prakan en Samut Sakhon                                                          |         |
| 13   | New York Verenigde Staten                      | 21.800.000 | Tri-State Area incl. Bridgeport, Edison, Elizabeth, Jersey City, Newark, New Haven, Paterson, Stamford en Yonkers                                                           |         |
| 15   | Beijing (Peking) China                         | 21.500.000 | incl. Pinggu, Sanhe en Yanqing |         |
| 16   | Lagos Nigeria                                  | 21.300.000 | Lagos-Ogun Metropool Regio incl. Abeokuta, Agege, Apapa, Ifo, Ijebu-Ode, Ikeja, Ikorodu en Ojo                                                                              |         |
| 17   | Karachi Pakistan                               | 21.000.000 | |         |
| 18   | Moskou Rusland                                 | 18.800.000 | Moscow Capital Region incl. Balasjicha, Chimki, Koroljov, Ljoebertsy, Mytisjtsji, Podolsk en Zelenograd                                                                     |         |
| 19   | Chengdu China                                  | 18.100.000 | incl. Chongzhou, Deyang, Jintang en Pengzhou |         |
| 20   | Kolkata (Calcutta) India                       | 17.900.000 | Kolkata Metropolitan Area incl. Dakshin 24 Parganas, Haora, Hooghly, Nadia en Uttar 24 Parganas                                                                             |         |
| 21   | Osaka Japan                                    | 17.700.000 | Keihanshin incl. Amagasaki, Higashiosaka, Himeji, Kobe, Kyoto, Nishinomiya, Sakai en Toyonaka                                                                               |         |
| 22   | Quanzhou China                                 | 17.200.000 | incl. Hui'an, Jinjiang, Nan’an, Putian, Shishi, Xiamen (Amoy) en Zhangzhou                                                                                                  |         |
| 23   | Los Angeles Verenigde Staten                   | 17.100.000 | The Southland incl. Anaheim, Irvine, Long Beach, Pasadena, Santa Ana en Inland Empire (Riverside, San Bernardino)                                                           |         |
| 24   | Buenos Aires Argentinië                        | 16.800.000 | Gran Buenos Aires incl. Almirante Brown, La Matanza, La Plata, Lanús, Lomas de Zamora, Merlo, Moreno en Quilmes                                                             |         |
| 24   | Teheran Iran                                   | 16.800.000 | Groot-Teheran incl. Eslamshahr, Karaj, Malard, Quods, Ray en Shahriar |         |
| 26   | Kinshasa Congo-Kinshasa                        | 16.300.000 | incl. Kimbanseke, Masina, Ndjili, Ngaliema en Selembao |         |
| 27   | Istanbul Turkije                               | 16.000.000 | incl. Arnavutköy, Gebze en Silivri |         |
| 28   | Londen Verenigd Koninkrijk                     | 15.100.000 | London Commuter Belt incl. Crawley, Maidstone, Reading, Slough, Southend-on-Sea en Watford                                                                                  |         |
| 29   | Johannesburg Zuid-Afrika                       | 14.800.000 | Gauteng incl. Evaton, Ekurhuleni (Oost-Rand), Pretoria, Soshanguve, Soweto, Vereeniging en West Rand                                                                        |         |
| 30   | Bangalore India                                | 14.700.000 | |         |
| 31   | Hangzhou China                                 | 14.600.000 | incl. Shaoxing |         |
| 31   | Lahore Pakistan                                | 14.600.000 | incl. Sheikhupura |         |
| 33   | Ho Chi Minhstad (Saigon) Vietnam               | 14.300.000 | Metropoolregio Ho Chi Minhstad incl. Biên Hòa, Dĩ An, Tân Uyên, Thuận An, Thủ Dầu Một en Vũng Tàu                                                                           |         |
| 34   | Rio de Janeiro Brazilië                        | 13.600.000 | Metropolitana do Rio de Janeiro incl. Belford Roxo, Duque de Caxias, Niterói, Nova Iguaçu, São Gonçalo en São João de Meriti                                                |         |
| 35   | Xi'an China                                    | 13.400.000 | incl. Xianyang |         |
| 36   | Chennai (Madras) India                         | 12.900.000 | incl. Kanchipuram en Tiruvallur |         |
| 36   | Chongqing (Tsjoengking) China                  | 12.900.000 | Incl. Bishan en Jiangjin |         |
| 38   | Wuhan China                                    | 12.600.000 | |         |
| 39   | Lima Peru                                      | 12.000.000 | incl. Callao |         |
| 40   | Haiderabad India                               | 11.700.000 | incl. Secunderabad |         |
| 40   | Tianjin (Tientsin) China                       | 11.700.000 | |         |
| 42   | Shantou China                                  | 11.600.000 | Chaoshan incl. Chaozhou, Jieyang en Puning |         |
| 43   | Changsha China                                 | 11.500.000 | Changzhutan, incl. Xiangtan en Zhuzhou |         |
| 43   | Parijs Frankrijk                               | 11.500.000 | Métropole du Grand Paris incl. Argenteuil, Boulogne-Billancourt, Évry, Montreuil, Saint Denis en Versailles                                                                 |         |
| 45   | Rijn-Ruhrgebied Duitsland                      | 10.900.000 | incl. Bonn, Dortmund, Duisburg, Düsseldorf, Essen, Keulen, Mönchengladbach en Wuppertal                                                                                     |         |
| 46   | Bogota Colombia                                | 10.600.000 | incl. Chía, Fusagasugá, Madrid en Soacha |         |
| 47   | Nagoya Japan                                   | 10.500.000 | Chukyo incl. Gifu, Ichinomiya, Kasugai, Okazaki en Yokkaichi |         |
| 48   | Zhengzhou China                                | 10.300.000 | incl. Xingyang, Xinmi en Zhongmou |         |
| 49   | Taipei Taiwan                                  | 10.100.000 | Greater Taipei Area incl. Keelung, Taoyuan en Nieuw Taipei |         |
| 50   | Ahmedabad India                                | 9.900.000  | incl. Ghandinagar |         |
| 51   | Luanda Angola                                  | 9.650.000  | |         |
| 52   | Chicago Verenigde Staten                       | 9.600.000  | Chicagoland incl. Aurora, Elgin, Joliet en Naperville |         |
| 53   | Kuala Lumpur Maleisië                          | 9.550.000  | Klang Valley incl. Ampang Jaya, Kajang, Klang, Petaling Jaya, Shah Alam en Subang Jaya                                                                                      |         |
| 54   | Nanjing (Nanking) China                        | 9.500.000  | incl. Ma'anshan |         |
| 55   | Shenyang (Mukden) China                        | 8.800.000  | incl. Fushun |         |
| 56   | Washington D.C. Verenigde Staten               | 8.650.000  | incl. Alexandria, Arlington, Baltimore en Columbia |         |
| 57   | Santiago Chili                                 | 8.400.000  | Región Metropolitana de Santiago incl. Pudahuel, Puente Alto en San Bernardo                                                                                                |         |
| 58   | Hefei China                                    | 8.200.000  | incl. Feidong en Feixi |         |
| 59   | Surat India                                    | 8.050.000  | |         |
| 60   | Pune (Poona) India                             | 8.000.000  | incl. Pimpri-Chinchwad |         |
| 60   | Singapore                                      | 8.000.000  | incl. Johor Bahru (Maleisië) |         |
| 62   | Toronto Canada                                 | 7.850.000  | incl. Brampton, Hamilton, Kitchener en Mississauga |         |
| 63   | Bagdad Irak                                    | 7.800.000  | |         |
| 63   | Dallas Verenigde Staten                        | 7.800.000  | Dallas Metroplex incl. Arlington, Fort Worth, Irving en Plano |         |
| 65   | Boston Verenigde Staten                        | 7.700.000  | incl. Brockton, Cambridge, Lynn, Providence en Quincy |         |
| 65   | Riyad (Riaad) Saoedi-Arabië                    | 7.700.000  | incl. Al-Diriyah |         |
| 65   | Qingdao (Tsingtao) China                       | 7.700.000  | incl. Jiaozhou |         |
| 68   | Ningbo China                                   | 7.600.000  | incl. Cixi, Fenghua en Yuyao |         |
| 69   | Hongkong China                                 | 7.500.000  | incl. Kowloon, Tuen Mun en Victoria |         |
| 69   | Philadelphia Verenigde Staten                  | 7.500.000  | Delaware Valley incl. Allentown, Camden, Reading, Trenton en Wilmington |         |
| 69   | San Francisco Verenigde Staten                 | 7.500.000  | The Bay Area incl. Berkeley, Concord, Hayward, Oakland, San José en Santa Rosa                                                                                              |         |
| 72   | Hanoi Vietnam                                  | 7.350.000  | |         |
| 73   | Houston Verenigde Staten                       | 7.200.000  | incl. League City, Pasadena, Pearland, Sugar Land en The Woodlands |         |
| 73   | Khartoem Soedan                                | 7.200.000  | Tri-Capital incl. Khartoem-Noord en Omdurman |         |
| 75   | Abidjan Ivoorkust                              | 7.050.000  | incl. Anyama, Bingerville en Grand-Bassam |         |
| 76   | Bandung Indonesië                              | 7.000.000  | Bandung Basin incl. Cimahi, West-Bandung en Sumedang. |         |
| 76   | Wenzhou China                                  | 7.000.000  | incl. Cangnan, Longgang, Pingyang, Rui'an, Yongjia en Yueqing |         |
| 78   | Nairobi Kenia                                  | 6.900.000  | incl. Ngong, Ruiru en Thika |         |
| 79   | Accra Ghana                                    | 6.800.000  | incl. Ashiaman en Tema |         |
| 79   | Kunming China                                  | 6.800.000  | |         |
| 81   | Jinan China                                    | 6.750.000  | |         |
| 82   | Madrid Spanje                                  | 6.700.000  | Comunidad Autónoma de Madrid incl. Alcalá de Henares, Alcobendas, Getafe, Leganés en Parla                                                                                  |         |
| 83   | Dar es Salaam Tanzania                         | 6.650.000  | incl. Kibaha |         |
| 84   | Shijiazhuang China                             | 6.450.000  | |         |
| 85   | Sint-Petersburg Rusland                        | 6.350.000  | |         |
| 86   | Miami Verenigde Staten                         | 6.300.000  | The Gold Coast incl. Boca Raton, Coral Springs, Fort Lauderdale, Hialeah, Pompano Beach en West Palm Beach                                                                  |         |
| 87   | Alexandrië Egypte                              | 6.250.000  | |         |
| 88   | Amman Jordanië                                 | 6.150.000  | incl. Zarka |         |
| 88   | Atlanta Verenigde Staten                       | 6.150.000  | incl. Alpharetta, Roswell en Sandy Springs |         |
| 88   | Milaan Italië                                  | 6.150.000  | Città Metropolitana di Milano incl. Bergamo, Como, Monza en Novara |         |
| 88   | Monterrey Mexico                               | 6.150.000  | Área Metropolitana de Monterrey incl. Ciudad Apodaca, Ciudad General Escobedo, Guadalupe, San Nicolás de los Garza en Santa Catarina                                        |         |
| 88   | Taiyuan China                                  | 6.150.000  | incl. Jinzhong |         |
| 93   | Manchester Verenigd Koninkrijk                 | 6.100.000  | incl. Birkenhead, Blackburn, Bolton, Liverpool, Oldham, Warrington en Wigan                                                                                                 |         |
| 94   | Dubai Verenigde Arabische Emiraten             | 6.050.000  | Groot-Dubai incl. Ajman en Sharjah |         |
| 95   | Guadalajara Mexico                             | 5.950.000  | Zona metropolitana de Guadalajara incl. Tlaquepaque, Tonalá en Zapopan |         |
| 95   | Surabaya Indonesië                             | 5.950.000  | Zona Surabaya Raya incl. Gresik en Sidoarjo |         |
| 97   | Detroit Verenigde Staten                       | 5.750.000  | incl. Ann Arbor, Sterling Heights, Toledo, Warren en Windsor (Canada) |         |
| 98   | Bamako Mali                                    | 5.700.000  | |         |
| 99   | Yangon (Rangoon) Myanmar                       | 5.650.000  | |         |
| 100  | Rawalpindi Pakistan                            | 5.600.000  | incl. Islamabad en Taxila |         |
| 101  | Harbin China                                   | 5.550.000  | |         |
| 101  | Nanning China                                  | 5.550.000  | |         |
| 103  | Dalian China                                   | 5.400.000  | |         |
| 104  | Kano Nigeria                                   | 5.350.000  | |         |
| 105  | Belo Horizonte Brazilië                        | 5.300.000  | Microrregião Belo Horizonte incl. Betim, Contagem en Ribeirão das Neves |         |
| 105  | Guiyang China                                  | 5.300.000  | |         |
| 107  | Kabul Afghanistan                              | 5.250.000  | |         |
| 108  | Ankara Turkije                                 | 5.200.000  | |         |
| 108  | Changchun China                                | 5.200.000  | |         |
| 108  | Melbourne Australië                            | 5.200.000  | incl. Casey, Hume en Wyndham |         |
| 111  | Nanchang China                                 | 5.150.000  | |         |
| 111  | Sydney Australië                               | 5.150.000  | incl. Blacktown, Parramatta en Randwick |         |
| 113  | Kaapstad Zuid-Afrika                           | 5.100.000  | incl. Khayelitsha, Paarl en Somerset West |         |
| 114  | Koeweit-Stad Koeweit                           | 5.050.000  | incl. Al-Asimah, Farwaniya en Hawalli |         |
| 114  | Chittagong Bangladesh                          | 5.050.000  | |         |
| 114  | Tampa Verenigde Staten                         | 5.050.000  | Tampabaai incl. Brandon, Clearwater, Riverview, Saint Petersburg en Spring Hill                                                                                             |         |
| 117  | Ürümqi China                                   | 5.000.000  | |         |
| 118  | Colombo Sri Lanka                              | 4.975.000  | incl. Dehiwala-Mount Lavinia, Negombo en Sri Jayewardenapura Kotte |         |
| 119  | Phoenix Verenigde Staten                       | 4.950.000  | Valley of The Sun incl. Chandler, Gilbert, Glendale, Mesa en Surprise |         |
| 120  | Barcelona Spanje                               | 4.875.000  | Àrea metropolitana de Barcelona incl. Badalona, L'Hospitalet de Llobregat, Mataró, Sabadell en Terrassa                                                                     |         |
| 121  | Addis Abeba Ethiopië                           | 4.825.000  | |         |
| 122  | Fuzhou China                                   | 4.775.000  | incl. Minhou |         |
| 123  | Berlijn Duitsland                              | 4.700.000  | incl. Potsdam |         |
| 124  | Linyi China                                    | 4.650.000  | |         |
| 125  | Jaipur India                                   | 4.525.000  | |         |
| 126  | Montréal Canada                                | 4.500.000  | incl. Laval en Saint-Jean-sur-Richelieu |         |
| 127  | Seattle Verenigde Staten                       | 4.475.000  | incl. Bellevue, Everett, Kent Renton en Tacoma |         |
| 128  | Casablanca Marokko                             | 4.450.000  | Grand Casablanca incl. Médiouna, Mohammedia en Nouaceur |         |
| 129  | Medellín Colombia                              | 4.350.000  | Valle de Aburrá incl. Bello, Envigado en Itagüí |         |
| 130  | Algiers Algerije                               | 4.325.000  | Wilaya d'Alger incl. Blida en Rouïba |         |
| 131  | Kampala Oeganda                                | 4.300.000  | incl. Makindye-Ssabagabo, Mukono en Nansana |         |
| 131  | Puebla Mexico                                  | 4.300.000  | incl. Amozoc, Atlixco, Cholula de Rivadavia en Tlaxcala |         |
| 133  | Medan Indonesië                                | 4.250.000  | incl. Binjai, Deli Serdang, Karo en Percut Sei Tuan |         |
| 134  | Dakar Senegal                                  | 4.225.000  | incl. Rufisque en Sangalkam |         |
| 134  | Lucknow India                                  | 4.225.000  | |         |
| 136  | Faisalabad Pakistan                            | 4.125.000  | |         |
| 137  | Recife Brazilië                                | 4.100.000  | Metropolitana do Recife incl. Jaboatão dos Guararapes, Olinda en Paulista                                                                                                   |         |
| 138  | Napels Italië                                  | 4.050.000  | incl. Caserta, Giugliano in Campania, Pozzuoli, Salerno en Torre del Greco                                                                                                  |         |
| 139  | Birmingham Verenigd Koninkrijk                 | 3.975.000  | West-Midlands incl. Coventry, Solihull, West Bromwich en Wolverhampton |         |
| 139  | Busan Zuid-Korea                               | 3.975.000  | incl. Gimhae en Yangsan |         |
| 139  | Damascus Syrië                                 | 3.975.000  | incl. Jaramanah en Jarmuk |         |
| 139  | Yaoundé Kameroen                               | 3.975.000  | |         |
| 139  | Zibo China                                     | 3.975.000  | incl. Zouping |         |
| 144  | Jeddah Saoedi-Arabië                           | 3.950.000  | |         |
| 144  | Porto Alegre Brazilië                          | 3.950.000  | Microrregião Porto Alegre incl. Canoas, Gravataí, Novo Hamburgo en Viamão                                                                                                   |         |
| 146  | Douala Kameroen                                | 3.900.000  | |         |
| 146  | Durban Zuid-Afrika                             | 3.900.000  | incl. Vulamehlo |         |
| 146  | Santo Domingo de Guzmán Dominicaanse Republiek | 3.900.000  | Región Metropolitana Ozama incl. Boca Chica, Los Alcarrizos en Santo Domingo Este                                                                                           |         |
| 149  | Denver Verenigde Staten                        | 3.875.000  | incl. Arvada, Aurora, Boulder, Highlands Ranch, Lakewood, Thornton en Westminster                                                                                           |         |
| 149  | Orlando Verenigde Staten                       | 3.875.000  | incl. Daytona Beach, Deltona, Kissimmee, Lakeland en Sanford |         |
| 151  | Brasilia Brazilië                              | 3.850.000  | Distrito Federal incl. Águas Lindas de Goiás, Planaltina en Valparaíso de Goiás                                                                                             |         |
| 151  | Caracas Venezuela                              | 3.850.000  | incl. Baruta, Los Teques en Petare |         |
| 151  | Tasjkent Oezbekistan                           | 3.850.000  | incl. Chirchiq |         |
| 154  | Fortaleza Brazilië                             | 3.825.000  | Metropolitana de Fortaleza incl. Caucaia en Maracanaú |         |
| 155  | Indore India                                   | 3.750.000  | incl. Pithampur |         |
| 155  | Luoyang China                                  | 3.750.000  | |         |
| 157  | Bakoe Azerbeidzjan                             | 3.725.000  | incl. Sumqayıt en Xırdalan |         |
| 158  | Kanpur India                                   | 3.700.000  | |         |
| 159  | Athene Griekenland                             | 3.575.000  | Attica incl. Peristeri en Piraeus |         |
| 159  | Lanzhou China                                  | 3.575.000  | |         |
| 159  | Nagpur India                                   | 3.575.000  | |         |
| 162  | Kiev Oekraïne                                  | 3.475.000  | |         |
| 162  | Mashhad Iran                                   | 3.475.000  | |         |
| 162  | Nantong China                                  | 3.475.000  | |         |
| 165  | Brisbane Australië                             | 3.450.000  | incl. Gold Coast en Sunshine Coast |         |
| 165  | Gujranwala Pakistan                            | 3.450.000  | |         |
| 165  | Rotterdam Nederland                            | 3.450.000  | Randstad-Zuid Incl. Den Haag, Dordrecht, Leiden en Zoetermeer |         |
| 168  | Isfahan Iran                                   | 3.425.000  | incl. Khomeyni Shahr, Najaf Abad en Shahin Shahr |         |
| 168  | Ouagadougou Burkina Faso                       | 3.425.000  | Kadiogo |         |
| 168  | Rome Italië                                    | 3.425.000  | |         |
| 171  | Ibadan Nigeria                                 | 3.400.000  | |         |
| 171  | Salvador Brazilië                              | 3.400.000  | Microrregião Salvador incl. Camaçari, Lauro de Freitas en Simões Filho |         |
| 173  | Raipur India                                   | 3.375.000  | incl. Bhilai |         |
| 173  | Guatemala-Stad Guatemala                       | 3.375.000  | incl. Amatitlán, Mixco en Villa Nueva |         |
| 173  | Curitiba Brazilië                              | 3.375.000  | Metropolitana de Curitiba incl. Araucária, Colombo en São José dos Pinhais                                                                                                  |         |
| 176  | Guayaquil Ecuador                              | 3.350.000  | incl. Durán en La Aurora |         |
| 177  | Weifang China                                  | 3.325.000  | incl. Shouguang |         |
| 178  | Sanaa Jemen                                    | 3.275.000  | |         |
| 179  | Campinas Brazilië                              | 3.250.000  | Microrregião Campinas incl. Jundiai, Limeira en Piracicaba |         |
| 180  | Frankfurt am Main Duitsland                    | 3.225.000  | Rijn-Maingebied incl. Darmstadt, Mainz, Offenbach am Main en Wiesbaden |         |
| 180  | Minneapolis Verenigde Staten                   | 3.225.000  | Twin Cities incl. Saint Paul |         |
| 182  | Jiangyin China                                 | 3.200.000  | incl. Zhangjiagang |         |
| 182  | San Diego Verenigde Staten                     | 3.200.000  | San Diego County incl. Carlsbad, Chula Vista, El Cajon , Escondido en Oceanside                                                                                             |         |
| 184  | Kathmandu Nepal                                | 3.175.000  | incl. Lalitpur |         |
| 184  | Vancouver Canada                               | 3.175.000  | incl. Burnaby, Coquitlam, Langley, Richmond en Surrey |         |
| 186  | Antananarivo Madagaskar                        | 3.150.000  | incl. Atsimondrano en Avaradrano |         |
| 186  | Xuzhou China                                   | 3.150.000  | |         |
| 188  | Coimbatore India                               | 3.075.000  | incl. Goundampalayam, Kuniyamuthur en Kurichi |         |
| 189  | Abuja Nigeria                                  | 3.050.000  | Federal Capital Territory |         |
| 189  | Cleveland Verenigde Staten                     | 3.050.000  | incl. Akron en Canton |         |
| 189  | Port-au-Prince Haïti                           | 3.050.000  | Aire Métropolitaine incl. Carrefour, Cité Soleil, Delmas, Pétionville en Tabarre                                                                                            |         |
| 192  | Izmir Turkije                                  | 3.025.000  | |         |
| 192  | Pyongyang Noord-Korea                          | 3.025.000  | |         |
| 194  | Lusaka Zambia                                  | 3.000.000  | |         |
| 194  | Tel Aviv Israël                                | 3.000.000  | Goesj Dan incl. Herzliya, Petach Tikwa en Risjon Letsion |         |